# У-Шинаа
Сільське поселення (сумон) У-Шинаа (рос.: У-Шынаа) входить до складу Тес-Хемського кожууна Республіки Тива Російської Федерації. Адміністративний центр — село Холь-Оожу.

## Населення
Населення сумона станом на 1 січня року
| Рік    | 2011 | 2012 | 2013 | 2014 | 2015 |
| ------ | ---- | ---- | ---- | ---- | ---- |
| Насел. | 410  | 411  | 418  | 424  | 429  |